# المتتالية 1±
في الرياضيات تعد المتتالية 1± متتالية أعداد، حيث كل عدد من هذه الاعداد يكون إمّا 1 أو -1.
أحد الأمثلة عليها هذه المتتالية (x1, x2, x3, ...) حيث xi = (−1)i+1.
هذه المتتاليات تُدرّس عموماً في نظرية التناقض.

## مسالة تناقض إيردوس
في حدود عام 1932 قام العالم بول إيردوس بإيجاد الحدسية التالية:
لكل متتالية 1± لامتناهية {\displaystyle \textstyle \langle x_{1},x_{2},..\rangle } ولكل عدد صحيح C. يوجد هناك عددان صحيحان k وd يحققان العلاقة التالية:
{\displaystyle \left|\sum _{i=1}^{k}x_{i\cdot d}\right|>C}
تعتبر مسالة تناقض إيردوس إثبات لصحة هذه الحدسية من عدمه.
في عام 2010 تم تبني هذه المسالة من قبل مشروع بولي ماث. وفي عام 2014 قام كل من ألكسيا ليستيزا وبوريس كونيف من جامعة ليفربول بإثبات صحة هذه الحدسية لكل متتالية ذات 1161 عنصر أو أكثر عند حالة خاصة وهي C = 2 بما يحقق صحة الحدسية لكل C ≤ 2
تم اختبار هذا الحل بواسطة الخوارزمية SAT-solver والتي تنتج نتيجة بمقدار 13 جيجابايت من البيانات باستخدام الكمبيوتر
الأمر الذي يثبت وبشكل شبه مؤكد صحة هذه الحدسية.

## شيفرة باركر
تعتبر شيفرة باركر متتالية متالفة من N من العناصر حيث ان N هي اما 1 أو 1- وحسب العلاقة التالية:{\displaystyle x_{j}} for j = 1, 2, …, N
حيث:{\displaystyle \left|\sum _{j=1}^{N-v}x_{j}x_{j+v}\right|\leq 1\,}
لكل {\displaystyle 1\leq v<N}
تستخدم شيفرة باركر المؤلفة من 11 أو 13 عنصرا في الرادارات ضاغطة النبضة ( بالانكليزية pulse compression radar) وفي ( direct-sequence spread spectrum) بسبب انخفاض خصائص الترابط التلقائي لها